# Francesco Pisano
Francesco Pisano (* 29. dubna 1986) je bývalý italský profesionální fotbalista, který hrál na pozici pravého obránce.

## Klubová kariéra
Dne 20. srpna 2015 podepsal Pisano dvouletou smlouvu s Boltonem Wanderers. Pisano debutoval za klub 26. září při remíze 2:2 s Brighton & Hove Albion. Byl to jeho první z pouhých tří zápasů za klub.
Dne 1. února 2016 se Pisano připojil k Avellinu na hostování do konce sezóny.
Dne 25. srpna 2016 podepsal Pisano smlouvu s nováčkem Legy Pro Olbiou.

## Statistiky

### Klubové
Platí k zápasu hranému 5. září 2021.
| Klub                 | Sezóna            | Liga              | Liga   | Liga | Národní pohár | Národní pohár | Ligový pohár | Ligový pohár | Ostatní | Ostatní | Celkově | Celkově |
| Klub                 | Sezóna            | Soutěž            | Zápasy | Góly | Zápasy        | Góly          | Zápasy       | Góly         | Zápasy  | Góly    | Zápasy  | Góly    |
| -------------------- | ----------------- | ----------------- | ------ | ---- | ------------- | ------------- | ------------ | ------------ | ------- | ------- | ------- | ------- |
| Cagliari             | 2004/05           | Serie A           | 13     | 0    | 5             | 0             | —            | —            | —       | —       | 18      | 0       |
| Cagliari             | 2005/06           | Serie A           | 24     | 0    | 4             | 0             | —            | —            | —       | —       | 28      | 0       |
| Cagliari             | 2006/07           | Serie A           | 23     | 0    | 2             | 0             | —            | —            | —       | —       | 25      | 0       |
| Cagliari             | 2007/08           | Serie A           | 17     | 0    | 1             | 0             | —            | —            | —       | —       | 18      | 0       |
| Cagliari             | 2008/09           | Serie A           | 29     | 0    | 1             | 0             | —            | —            | —       | —       | 30      | 0       |
| Cagliari             | 2009/10           | Serie A           | 9      | 0    | 0             | 0             | —            | —            | —       | —       | 9       | 0       |
| Cagliari             | 2010/11           | Serie A           | 18     | 0    | 0             | 0             | —            | —            | —       | —       | 18      | 0       |
| Cagliari             | 2011/12           | Serie A           | 34     | 0    | 1             | 0             | —            | —            | —       | —       | 35      | 0       |
| Cagliari             | 2012/13           | Serie A           | 28     | 1    | 1             | 0             | —            | —            | —       | —       | 29      | 1       |
| Cagliari             | 2013/14           | Serie A           | 23     | 0    | 0             | 0             | —            | —            | —       | —       | 23      | 0       |
| Cagliari             | 2014/15           | Serie A           | 13     | 0    | 1             | 0             | —            | —            | —       | —       | 14      | 0       |
| Cagliari             | Celkově           | Celkově           | 231    | 1    | 16            | 0             | —            | —            | —       | —       | 247     | 1       |
| Bolton Wanderers     | 2015/16           | EFL Championship  | 3      | 0    | 0             | 0             | 0            | 0            | —       | —       | 3       | 0       |
| Bolton Wanderers     | Celkově           | Celkově           | 3      | 0    | 0             | 0             | 0            | 0            | —       | —       | 3       | 0       |
| Avellino (hostování) | 2015/16           | Serie B           | 13     | 0    | 0             | 0             | —            | —            | —       | —       | 13      | 0       |
| Olbia                | 2016/17           | Serie C           | 23     | 1    | —             | —             | —            | —            | 0       | 0       | 23      | 1       |
| Olbia                | 2017/18           | Serie C           | 23     | 1    | —             | —             | —            | —            | 1       | 0       | 24      | 1       |
| Olbia                | 2018/19           | Serie C           | 20     | 1    | —             | —             | —            | —            | 2       | 0       | 22      | 1       |
| Olbia                | 2019/20           | Serie C           | 26     | 1    | —             | —             | —            | —            | 3       | 0       | 29      | 1       |
| Olbia                | 2020/21           | Serie C           | 14     | 1    | —             | —             | —            | —            | 0       | 0       | 14      | 1       |
| Olbia                | 2021/22           | Serie C           | 1      | 0    | —             | —             | —            | —            | 1       | 0       | 2       | 0       |
| Olbia                | Celkově           | Celkově           | 107    | 5    | —             | —             | —            | —            | 6       | 0       | 114     | 5       |
| Celkově v kariéře    | Celkově v kariéře | Celkově v kariéře | 354    | 6    | 16            | 0             | 0            | 0            | 6       | 0       | 377     | 6       |